# Инверкаргилл
Инверка́ргилл (англ: Invercargill) — город на острове Южный Новой Зеландии, самый южный и самый западный город страны и один из наиболее южных населённых пунктов нашей планеты. На языке коренного населения страны город носит название Уаиопаи (маори: Waihōpai).
По данным 2005 г. население города составляет 48 200 жителей.
Джейс Харгест Колледж, школа, расположенная в городе, является крупнейшим учебным заведением региона. Единственное высшее учебное заведение города — Южный технологический институт, является также и единственным учебным заведением в стране, предлагающим бесплатное высшее профессиональное образование.
В Инверкаргилле родились мотогонщик-рекордсмен Берт Монро и актёр Мартон Чокаш.

## Климат
Климат в городе влажный, но мягкий. Температура зимы (июнь-август) — около +5...6 °С, лета — +13...+14 °C. Зимой возможны снегопады и температуры ниже 0 °C, но они редки, а снег быстро тает. Летом дневная температура редко превышает +25 °C.
Поскольку город находится у кромки Южных Альп, частично разрезающей, а частично запирающей потоки воздушных масс с запада, в городе часто бывают сильные ветра и дожди (часто — вместе). Местные жители шутят, что хорошая погода у них — это дождь, идущий вертикально.
| Показатель                    | Янв. | Фев. | Март | Апр. | Май  | Июнь | Июль | Авг. | Сен. | Окт. | Нояб. | Дек. | Год  |
| ----------------------------- | ---- | ---- | ---- | ---- | ---- | ---- | ---- | ---- | ---- | ---- | ----- | ---- | ---- |
| Средний суточный максимум, °C | 18,5 | 18,6 | 17,3 | 14,9 | 12,0 | 9,7  | 9,5  | 11,2 | 13,0 | 14,4 | 16,0  | 17,6 | 14,4 |
| Средняя температура, °C       | 14,0 | 13,7 | 12,6 | 10,3 | 7,7  | 5,5  | 5,3  | 6,4  | 8,3  | 9,9  | 11,4  | 13,0 | 9,8  |
| Средний суточный минимум, °C  | 9,4  | 8,8  | 7,9  | 5,7  | 3,5  | 1,4  | 1,1  | 1,7  | 3,7  | 5,4  | 6,8   | 8,5  | 5,3  |
| Норма осадков, мм             | 112  | 75   | 93   | 107  | 111  | 95   | 77   | 62   | 81   | 91   | 82    | 97   | 1082 |
| Источник: World Climate       |      |      |      |      |      |      |      |      |      |      |       |      |      |

## Транспорт

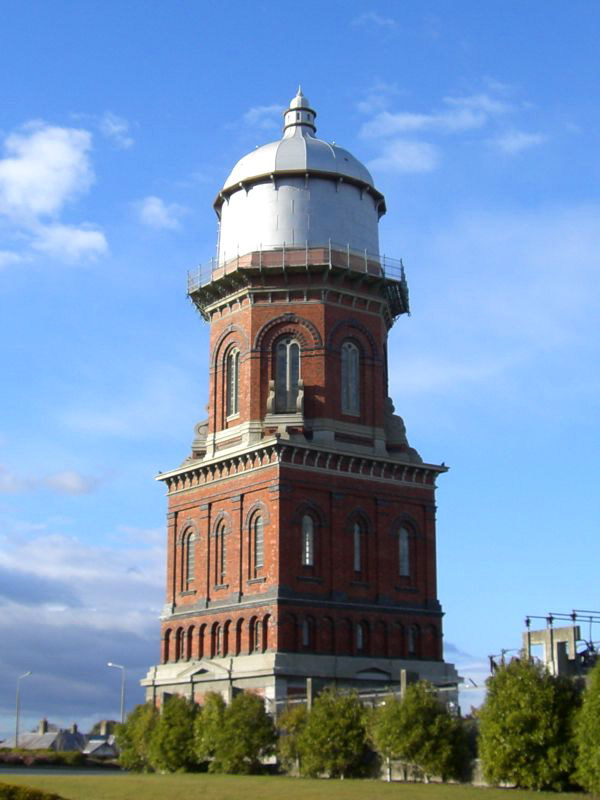
Водонапорная башня — символ города

В городе имеется аэропорт. Инверкаргилл является самой южной точкой Главной южной линии. 3 декабря 1881 года в городе было открыто трамвайное движение на конной тяге. Действовало до 15 марта 1908. Трамвайное движение на электрической тяге существовало с 26 марта 1912 по 10 сентября 1952.

## Достопримечательности
В городе сохранилось здание Совета провинции Саутленд, построенное в 1864 году в качестве масонской ложи и было приобретенное Советом провинции Саутленд в 1866 году.

## Спорт
Имеется стадион «Регби парк». Город принимал матчи чемпионатов мира по регби 1987 и 2011 годов.